# Карбонате
Карбона̀те (на италиански: Carbonate; на ломбардски: Carbunàa, Карбунаа) е малко градче и община в Северна Италия, провинция Комо, регион Ломбардия. Разположено е на 267 m надморска височина. Населението на общината е 2927 души (към 2018 г.).